# CP/M-86
CP/M-86是數位研究公司为Intel 8086和8088微處理器制作的CP/M作業系統，系统命令与CP/M-80相同。可执行檔案使用可重定位的.CMD檔案格式。數位研究公司还發行了兼容CP/M-86的多用户暨多工操作系统MP/M-86，後來演变成Concurrent CP/M-86。當加入模擬器以提供與PC DOS相容性後，系统更名为Concurrent DOS，接著演變成Multiuser DOS，而REAL/32是最後的衍生系統。FlexOS 、DOS Plus和DR DOS系列操作系统也是从Concurrent DOS衍生而来的。

## 历史
數位研究公司最初宣佈CP/M-86將於1979年11月發行，但是一再延遲。当IBM接觸其他公司为其即將推出的新產品IBM PC尋求搭配的軟體时，尚未发布的CP/M-86在微軟的比爾·蓋茲的推薦下，本是其作業系統的首选，因为当时CP/M的應用軟體數量最多。IBM最終爲什麼沒有先與數位研究就CP/M-86達成協議有各方的說法，包括IBM一直見不到數位研究創辦人蓋瑞·基爾多、數位研究不願簽署IBM的保密協議、權利金談不攏、交期來不及等等；但是可以確定的是，IBM回頭找上微軟。在与微軟交涉之後，IBM决定採用86-DOS（QDOS），这是微軟从西雅圖電腦產品公司购买并重命名为MS-DOS的类CP/M操作系统，微软将其移植到PC并授权给IBM，由IBM以PC DOS的名义出售。數位研究在得知这笔交易後，蓋瑞·基爾多爾威胁要控告IBM侵犯其公司的智慧財產權，IBM以同意提供CP/M-86給使用者作为PC作業系統的另個選擇来達成和解。大部分供IBM PC使用的CP/M-86 BIOS驅動程式都是由安迪·約翰遜-萊爾德撰寫的。

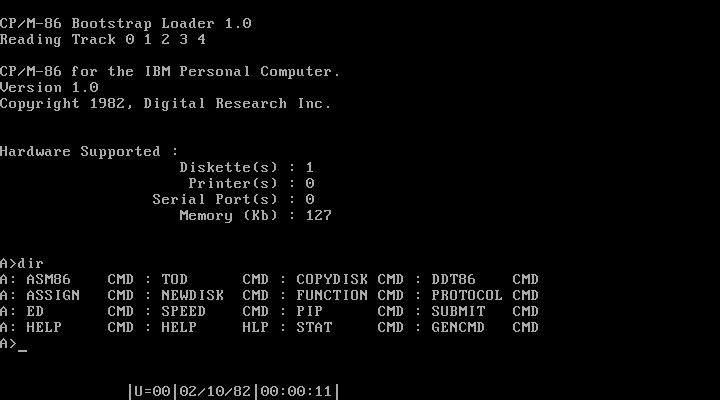
用於IBM PC的CP/M-86 1.0版

IBM PC於1981年8月12日發佈，第一批机器於同年10月開始出貨。CP/M-86是IBM提供的三种操作系统之一，另兩者是PC DOS以及UCSD p-System。1982年春季，數位研究為IBM PC所改寫的CP/M-86在PC DOS推出的六個月後發布，而將應用軟體從CP/M-80移植到另外兩個作業系統都同樣困難。1981年11月，數位研究还針對IBM Displaywriter發行了一個專用版本。
在某些配備8/16位元的双处理器電腦上，特殊版本的CP/M-86可以原生运行CP/M-86和CP/M-80的应用程式。用於DEC Rainbow的版本稱爲CP/M-86/80，而用於CompuPro System 816的版本則被命名为CP/M 8-16（另见：MP/M 8-16）。基于英特爾8085及8088微處理器的增你智Z-100的CP/M-86版本也可以運行在两種处理器的應用程式。
当其它品牌的PC相容電腦出现时，微软也将MS-DOS授权给這些公司。专家发现这两个操作系统在技术上具有可比性；CP/M-86具有更好的記憶體管理，但DOS更快。《BYTE》雜誌推测，微软为Xenix保留了多工處理而似乎为Concurrent CP/M-86「留了一手」。
然而，在IBM PC上，CP/M-86每套售價240美元，与單價40美元的PC DOS相比销售慘淡；一项调查发现，96.3%的IBM PC隨貨出售了DOS，而CP/M-86或Concurrent CP/M-86的比例为3.4%。1982年中期，可能是最大的CP/M軟體經銷商救生筏聯合公司宣布在IBM PC上支持DOS取代CP/M-86。《BYTE》曾警告说，IBM、微軟和Lifeboat对DOS的支持「对CP/M-86构成了严重威胁」， 同時傑瑞·波恩尼爾則在该杂志中表示「很明显，數位研究在行銷方面犯了一些可怕的错误」。
1983年初，數位研究公司开始以60美元销售CP/M-86 1.1供给最终用户。其广告宣称CP/M-86具有「极好的价值」，「可以立刻使用现有最多的應用軟體……数百套经过验证的专业軟體程式，可满足每项业务和教育需求」；它还附帶了圖形系統擴展（GSX），以前要價75美元。1983年5月，该公司宣布将提供其旗下所有程式语言和工具程式的DOS版本。它說，「显然地，PC DOS在IBM PC上取得了很大的市场佔有率；我们不得不承认」，但声称「CP/M-86没有達到期望与我们的决定无关」。1984年初，數位研究公司推出限时优惠，购买两套CP/M-86应用軟體即免费送一套Concurrent CP/M-86，然而广告宣称这些应用軟體的磁碟是可以自行啓動，不需要預先載入CP/M-86。1984年1月，數位研究公司还为三菱电机、三洋電機、 Sord電腦等9家日本公司发布了CP/M-86的日文版Kanji CP/M-86。1984年12月，富士通發佈了一些使用Kanji CP/M-86的FM-16電腦。
CP/M-86和DOS具有非常相似的功能，但彼此不相容，因为針對同一功能的系统呼叫和程式檔案的格式並不相同，因此相同的軟體必需針對两个作業系統各自開發及銷售。命令界面也是具有相似的功能而语法不同；譬如CP/M-86（和 CP/M）使用命令PIP 目標=來源将文件來源复制到目標，DOS 使用COPY 來源 目標 。
最初MS-DOS和CP/M-86也可以在非IBM PC硬體相容的電腦上運行，例如Apricot Computers和Sirius Systems Technology，其目的是通過對特定硬體客製的作業系統版本進行標準化系統呼叫，使軟體獨立於硬體。然而，軟體設計師會爲了性能而直接存取IBM PC硬體而不通过作業系統，导致PC专用軟體的性能优于其它 MS-DOS和CP/M-86版本；例如，游戏可以通过直接写入視訊記憶體以求快速显示，就不會因爲需要隔個作業系統寫入記憶體位置而延遲。不相容PC的電腦很快被硬體与PC相容的機型所取代。普遍採用完整相容PC架构的後果就是最多只能支援640KB的記憶體，而早期运行MS-DOS和CP/M-86的機器并没有受到这个限制，有些可以使用近1MB的隨機記憶體。

## 評價
《个人电脑杂志》曾提到CP/M-86「比DOS在几个方面似乎更适合PC」；然而，對於那些不打算用組合语言寫程式的人来说，因为它的价格貴了六倍，「CP/M似乎不太值得购买」。它指出 CP/M-86在DOS較弱的领域表现出色，反之亦然；並且每个作業系統的应用軟體支援程度将是最重要的，而CP/M-86缺乏應用軟體的執行期版本也是一個缺點。 

## 版本列表
每個版本的CP/M-86會分配两个版本号：一个分配於整个系统，通常在启动时显示；另一个分配於BDOS核心。已知存在的版本包括：
| 作業系統版本                            | BDOS版本 | 發行日期      | 備註                                                                                 |
| --------------------------------------- | -------- | ------------- | ------------------------------------------------------------------------------------ |
| CP/M-86 1.0 for AST                     | 2.2？    | 1981？        |                                                                                      |
| CP/M-86 1.0 for AltosACS 16000/ACS 8600 | 2.2？    | 1981年11月    |                                                                                      |
| CP/M-86 1.1 for IBM Displaywriter       | 2.2      | 1981年11月    |                                                                                      |
| CP/M-86 1.0 for Sirius 1/Victor 9000    | 2.2a     | 1981年/1982年 |                                                                                      |
| CompuView CP/M-86                       | 2.x？    | 1982年        | 佔196 KB的磁碟容量，相容IBM PC硬體                                                   |
| IBM CP/M-86 for IBM PC 1.0版            | 2.2      | 1982年4月5日  | IBM PC的首發版本。 141 KB的磁碟容量（預設的首發日期为1982-02-10 )                    |
| IBM CP/M-86 for IBM PC 1.1版            | 2.2      | 1983年3月     | 增加了對磁碟機的支援。                                                               |
| CP/M-86 Plus 3.1版                      | 3.1      | 1983年10月    | Apricot PC的發行版本。基于多工的Concurrent CP/M-86核心，它最多可以同时執行四个任务。 |
| Personal CP/M-86 1.0版                  | 3.1      | 1983年11月    | 西门子PG685的發行版本。                                                              |
| Personal CP/M-86 3.1版                  | 3.3      | 1985年1月     | 适用于Apricot F系列的版本。此版本具備了使用DOS的FAT格式磁碟的能力。                  |
| Personal CP/M-86 2.0版                  | 4.1      | 1986年或之後  | 西門子PC16-20的發行版本。这版本的BDOS与DOS Plus 1.2相同。                            |
| Personal CP/M-86 2.11版                 | 4.1      | 1986年或之後  | 西门子PG685的發行版本。                                                              |

所有已知的個人CP/M-86版本都包含對CP/M-86 Plus的引用，這表明它們是從CP/M-86 Plus的代碼庫衍生出來的。
在前東方集團國家，存在一些16位元CP/M-86衍生版本，包括SCP1700、CP/K和K8918-OS。它們是由前東德羅博特隆人民企業和能源協作社所生產。

## 後續
CP/M-86先是在1991年隨着數位研究公司一起被賣給了Novell公司，之後又在1996年整個數位研究產品線又被Novell賣給了Caldera公司。
因爲CP/M相關產品對Caldera已經沒有商業價值，所以自1997年以来，該公司允许提姆·奧姆斯特德（Tim Olmstead）的「非官方CP/M网站」重新分发和修改數位研究CP/M產品系列相关原始電子檔案及紙本文件，包括原始碼。在2001年9月12日奧姆斯特德去世後，數位研究的資產轉手給了Lineo公司；同年10月19日，Lineo更新並擴大了免費分發授權。

## 註解與參考資料
1. ↑  . The Register. 2001-11-26  [2023-05-06]. （原始内容存档于2017-09-01）.
2. 1 2 3   (PDF). Digital Research News – for Digital Research Users Everywhere. Vol. 1 no. 1 (Pacific Grove, California, USA: Digital Research). November 1981: 2, 5, 7  [2020-01-18]. Fourth Quarter. （原始内容存档 (PDF)于2021-04-17）.
3. 1 2  . The Unofficial CP/M Web site. 2022-07-09  [2023-05-07]. （原始内容存档于2018-09-08）.
4. ↑  Paterson, Tim. . DosMan Drivel. 2007-09-30  [2011-07-04]. （原始内容存档于2013-01-20）.
5. ↑  Freiberger, Paul; Swaine, Michael.  2nd. New York, USA: McGraw-Hill. 2000: 332–333 [1984]. ISBN 0-07-135892-7.
6. 1 2  Hamm, Steve; Greene, Jay. . BusinessWeek Online. 2004-10-25  [2023-05-07]. （原始内容存档于2004-10-21）.
7. ↑  Wallace, James; Erickson, Jim. . Harper Business; Reprint edition. 1993-06-01: 179–182. ISBN 0887306292.
8. ↑   (PDF). 1981-01-06  [2013-04-01]. （原始内容存档 (PDF)于2020-02-18）. (NB. Published as part of the Comes v. Microsoft case as exhibit #1.)
9. ↑   (PDF). 1981-07-27  [2013-04-01]. （原始内容存档 (PDF)于2014-09-05）. (NB. Published as part of the Comes v. Microsoft case as exhibit #2/#3. The document also carries a typed date stamp as of 1981-07-22.)
10. ↑  Paterson, Tim. . DosMan Drivel. 2007-08-08  [2014-02-13]. （原始内容存档于2017-03-24）.
11. ↑  Harold, Evans; Buckland, Gail; Lefer, David. . Little, Brown and Co. 2014-05-22: 412. ISBN 9780316151443.
12. 1 2  Williams, Gregg. . BYTE. Vol. 7 no. 1. 1982-01: 36–68  [2013-10-19].
13. 1 2 3 4  Edlin, Jim. . PC Magazine. 1982-06-07: 43–46  [2013-10-21].
14. ↑  Libes, Sol. . BYTE. Vol. 6 no. 12. 1981-12: 314–318  [2015-01-29].
15. ↑  Pournelle, Jerry. . BYTE. Vol. 9 no. 3. 1984-03: 46–54, 58–62, 68–76  [2013-10-22].
16. ↑  Kildall, Gary Arlen.  (PDF). Electronic Design. 1982-09-16: 157  [2017-08-19]. （原始内容存档 (PDF)于2017-08-19）.
17. ↑  .   [2011-07-13]. （原始内容存档于2016-01-03）.
18. ↑  Taylor, Roger; Lemmons, Phil. . BYTE. Vol. 7 no. 7. 1982-07: 330–338  [2016-03-23].
19. 1 2  . PC Magazine. 1983-02: 56  [2013-10-21].
20. ↑  . PC Magazine. 1982-06: 159–162  [2013-10-21]. （原始内容存档于2023-03-07）.
21. ↑  Pournelle, Jerry. . BYTE. 1983-09: 307  [2019-04-07].
22. ↑  . BYTE (advertisement). Vol. 8 no. 6. 1983-06: 65  [2013-10-19].
23. ↑  Hughes, George D. Jr. . PC Magazine. 1983-07: 403–406  [2013-10-21].
24. ↑  Digital Research Inc. . BYTE (advertisement). Vol. 9 no. 2. 1984-02: 216–217  [2013-10-22].
25. ↑  . Computerworld XVII (2) (CW Communications). 1984-01-09: 19  [2017-01-23]. ISSN 0010-4841. （原始内容存档于2020-02-17）.
26. ↑  . Computerwoche (IDG Business Media GmbH). 1984-01-13  [2017-01-23]. （原始内容存档于2017-01-23） （德语）.
27. ↑  Philippi, Donald L.; Lamb, John David; Buda, Janusz (编). . Technical Japanese Translation. Vol. 1 no. 11 (Waseda University). 1984-01-14  [2020-02-17]. （原始内容存档于2020-02-17）.
28. ↑  . Computerworld XVII (51) (CW Communications). 1984-12-17: 22  [2017-01-23]. ISSN 0010-4841. （原始内容存档于2020-02-17）.
29. ↑  Hiroshi, Hatta. . IPSJ Computer Museum. 2006-02-20  [2017-01-24]. （原始内容存档于2017-01-24）.
30. 1 2  Strutynski, Kathryn.  (Video). 2006-05-19  [2021-08-16]. 電腦歷史博物館館藏編號 102762830. ITCHP 446f9931d5fa6. Lot X7847.2017. （原始内容存档于2021-08-16） –Computer History Museum. [8:23]; Bill Selmeier (ed.) 2006-05-24 (NB. About tasks, working relations, and stories from the very earliest years of Digital Research Incorporated.)
31. ↑  Garezt, Mark. . InfoWorld 2 (23). 1980-12-22: 12  [2021-08-20]. ISSN 0199-6649.
32. ↑  Kurth, Rüdiger; Groß, Martin; Hunger, Henry. . www.robotrontechnik.de. 2019-01-03  [2019-04-27]. （原始内容存档于2019-04-27） （德语）.
33. ↑  Kurth, Rüdiger; Groß, Martin; Hunger, Henry. . www.robotrontechnik.de. 2019-01-03  [2019-04-27]. （原始内容存档于2019-04-27） （德语）.
34. ↑   (新闻稿). Salt Lake City, UT, USA: Caldera. 1996-07-24  [2017-06-24]. （原始内容存档于2017-06-24）.
35. ↑  Leon, Mark. . InfoWorld. Vol. 18 no. 31. 1996-07-29: 3  [2020-02-08]. ISSN 0199-6649. （原始内容存档于2020-02-08）.；
Leon, Mark. . Computerworld New Zealand. IDG. 1996-07-29  [2018-02-13]. ISSN 0113-1494. （原始内容存档于2018-08-23）.
36. ↑  Olmstead, Tim. . Newsgroup: comp.os.cpm. 1997-08-10  [2018-09-09]. （原始内容存档于2017-09-01）.
37. ↑  Olmstead, Tim. . Newsgroup: comp.os.cpm. 1997-08-29  [2018-09-09]. （原始内容存档于2017-09-01）.
38. ↑  . Caldera. 1997-08-28  [2018-09-09]. （原始内容存档于2018-09-08）. [] []
39. ↑  . 2001-09-12  [2018-09-09]. （原始内容存档于2018-09-09）.
40. ↑  Sparks, Bryan Wayne. Chaudry, Gabriele "Gaby" , 编. . Lineo. 2001-10-19  [2018-09-09]. （原始内容存档于2018-09-08）.
41. ↑  Chaudry, Gabriele "Gaby" (编). . （原始内容存档于2016-02-03）.
42. ↑  Gasperson, Tina. . The Register. 2001-11-26. （原始内容存档于2017-09-01）.
43. ↑  Swaine, Michael. . Dr. Dobb's Journal. Vol. 29 no. 6 (CMP Media). 2004-06-01: 71–73  [2018-09-09]. #361. （原始内容存档于2018-09-09）.

## 延伸阅读
- Dahmke, Mark. . McGraw-Hill. 1984. ISBN 978-0-07-015072-0.

## 外部連結
- 非官方 CP/M 网站 （页面存档备份，存于），持有版權持有者的授權，可分發原有的數位研究公司軟體。
- comp.os.cpm 常见问题解答 （页面存档备份，存于）
- YouTube上的The story about CP/M-86 on the IBM PC（英文），關於CP/M-86與IBM PC之間的故事。